# Ctenostreon rugosum
Espèce
Synonymes
- Ctenostreon pectiniformis von Schlotheim, 1820[2]
- Ctenostreon wrighti  Bayle, 1878[2]
- Ostracites pectiniformis  von Schlotheim, 1820[2]

Ctenostreon rugosum est une espèce éteinte de mollusques bivalves ayant vécu au cours du Bajocien.